# Sorozás

Nincs katonaság
Nincs aktív besorozás
Aktív besorozás, szolgálatra kevesebb mint 20% a népességnek van besorozva
Aktív besorozás
Nincs információ

A sorkatonai szolgálat, más néven behívó, az a gyakorlat, amelyben a kötelező bevonulást a nemzeti szolgálatba, főként katonai szolgálatba törvény írja elő. A sorkatonaság az ókorig nyúlik vissza, és egyes országokban a mai napig is létezik különféle neveken. A fiatal férfiak számára előírt, szinte általános nemzeti sorkatonaság modern rendszere az 1790-es évek francia forradalmára nyúlik vissza, amikor egy nagyon nagy és erős haderő alapjává vált. A legtöbb európai nemzet később békeidőben lemásolta a rendszert, így a férfiak egy bizonyos korban 1-8 évig aktív szolgálatot teljesítettek, majd átkerültek a tartalékos erőkhöz .
A sorkatonaság számos okból vitatott, beleértve a vallási vagy filozófiai okokból történő lelkiismereti okokból történő katonai szolgálattal szembeni kifogást ; politikai kifogást, például egy nem kedvelt kormány szolgálata vagy népszerűtlen háború esetén; szexizmust, mivel történelmileg a legtöbb esetben a férfiak voltak a behívók; és ideológiai kifogást, például az egyéni jogok vélt megsértése miatt. A besorozottak elkerülhetik a szolgálatot, néha az ország elhagyásával és menedékjogot kérve egy másik országban. Néhány kiválasztási rendszer ezeket a hozzáállásokat úgy veszi figyelembe, hogy alternatív szolgálatot kínál a harci műveleti szerepeken vagy akár a katonaságon kívül is, például siviilipalvelus (alternatív közszolgálat) Finnországban és Zivildienst (kötelező közmunka) Ausztriában és Svájcban . Több ország nemcsak a fegyveres erőkhöz, hanem félkatonai szervezetekhez is soroz be férfi katonákat, amelyek rendőrségi – például belföldi – szolgálatot teljesítenek, mint például a belső csapatok, a határőrség vagy nem harci mentési feladatok, mint például a polgári védelem .
2025-től sok állam már nem sorozza be állampolgárait, ehelyett hivatásos, önkéntesekkel rendelkező katonaságra támaszkodik. Egy ilyen megállapodásra való támaszkodás azonban bizonyos fokú kiszámíthatóságot feltételez mind a hadviselés követelményei, mind az ellenségeskedés mértéke tekintetében. Sok olyan állam, amely eltörölte a sorkatonai szolgálatot, továbbra is fenntartja a jogot a sorkatonai szolgálat újraindítására háború vagy válság idején.  A háborúkban vagy államközi rivalizálásban érintett államok vezetik be a sorkatonai szolgálatot legnagyobb valószínűséggel, míg a demokráciák kisebb valószínűséggel, mint az autokráciák. Néhány kivételtől eltekintve, mint például Szingapúr és Egyiptom, a volt brit gyarmatokon kisebb a valószínűsége a sorkatonaságnak, mivel rájuk hatással vannak a brit sorkatonaság-ellenes normák, amelyek egészen az angol polgárháborúig vezethetők vissza; az Egyesült Királyság 1960-ban eltörölte a sorkatonaságot. Az Egyesült Államokban 1973 óta nem vezettek be sorkatonai szolgálatot . A sorkatonai szolgálatot a legtöbb európai országban megszüntették, a rendszer továbbra is érvényben van a skandináv országokban, Finnországban, Svájcban, Ausztriában, Görögországban, Cipruson, Törökországban és a volt keleti blokk számos országában.

## Fordítás
Ez a szócikk részben vagy egészben  a   Conscription című angol Wikipédia-szócikk ezen változatának fordításán alapul.  Az eredeti cikk szerkesztőit annak laptörténete sorolja fel. Ez a jelzés csupán a megfogalmazás eredetét és a szerzői jogokat jelzi, nem szolgál a cikkben szereplő információk forrásmegjelöléseként.